# Bellota fascialis
Bellota fascialis är en spindelart som beskrevs av Sarah Creecie Dyal 1935. Bellota fascialis ingår i släktet Bellota och familjen hoppspindlar. Inga underarter finns listade.